# 二本松政国
二本松 政国（にほんまつ まさくに）/畠山 政国（はたけやま まさくに）は、室町時代から戦国時代の武将、二本松氏第4代当主。陸奥国安達郡二本松城主。

## 生涯
二本松氏第3代当主・二本松持重の嫡男。この時期の二本松氏の系譜については諸説有る。
元服に際して、8代将軍・足利義政の偏諱を受けて政国と名乗る。
文明2年（1470年）に父・持泰の死去にともない家督を相続したが、持重の兄・満盛（みつもり）の子である高倉政泰（まさやす）が家督を主張して政国と争ったほか、他の庶流家の本宮氏らも宗家に対し不服従の姿勢を見せるなどしたため、政国の代までには、二本松氏の勢力は相当に失われていたものと見られる。
明応3年（1494年）1月18日死去。嫡男・村国が家督を相続した。